# 哈同遗产案
哈同遗产案，是上海历史上的一次巨额财产继承纠纷，发生于1930年代至40年代，持续时间长达16年（1931年—1947年）。哈同遗产案主要分为两个部分，一个是哈同伊拉克亲族来沪讼争遗产，另一部分则为哈同与罗迦陵的养子女之间的遗产纠纷。

## 起因
1886年，哈同结识了中法混血儿的罗迦陵，并结为夫妻，但是双方并没有依照法律进行婚姻登记，仅依照中国传统和犹太传统进行了传统婚礼。而两人终身并没有一子女出世。由于哈同与罗迦陵并没有亲生子女，因此，哈同和罗迦陵领养了大批孤儿作为养子女和养内侄子女。
根据哈同与罗迦陵去世后的讣文统计，哈同共领养了11名外国孤儿为养子女，均随父姓，他们是：大卫·乔治·哈同、罗弼·维多·哈同、路易·哈同、飞利浦·罗斯·哈同、李华·哈同、娜拉·哈同、马特兰·哈同、麦泼尔·哈同、达芬尼·哈同、爱茉莉·哈同、伊佛·哈同；而罗迦陵则领养了9名中国孤儿为内侄子女，均隨母姓，他们是：罗友良、罗友兰、罗友三、罗友启、罗友仁、罗友翔、罗馥贞（乒乓球王庄则栋嫡母）、罗慧秀、罗岫梅、罗转坤、罗补。
为了使得哈同过世后，遗产能够依照英国遗产法的有关规定有效施行。1928年，在英国驻沪总领事巴爾敦的劝告下，哈同和罗迦陵依照英国婚姻法的相关规定，在英国驻沪总领事馆补办了结婚手续。1931年2月10日，哈同与罗迦陵互立一份遗嘱。6月20日，《申报》在本埠消息一栏中刊登如下启示：
|  | 爱俪园主人哈同，于昨日下午五点零五分病逝，享年八十三岁。其病系气喘，起因于往年秋季，惟至今年早春时即已见愈，迨至本年三月十五日宿病復发，其势转剧，至十八日即卧床不起，先后延聘医生客脱·勃劳姆托克诊治，均未见效，延至昨日遂与世长辞。 |

由此，宣告了上海滩的地产大王哈同于6月19日离世。而哈同身后留下的巨额遗产成为众人关注的焦点，并由此引发了哈同遗产一案。

## 第一份遗嘱
哈同去世后，留下了将近1亿7200多万银元的巨额遗产，包括460亩地产，1300幢房屋，以及价值百万英镑的各类珠宝等。而此巨额财产的继承，则依靠第一份遗嘱进行分割。第一份遗嘱指的是1931年2月10日，哈同过世之前订立的遗嘱。该遗嘱确定，只有外籍养子8人享有哈同和罗迦陵过世以后的全部遗产，而罗迦陵领养的所有中国籍内侄子女则无继承权。其次，若罗迦陵于哈同过世后一周内亦发生不幸，则除去一切赠与与丧葬开支后，由长子乔治·哈同继承70%的遗产，而罗弼哈同则拥有30%的遗产，同时委任英籍律师和管家姬觉弥为遗嘱执行人和养子女的保护人。如若罗迦陵未发生不幸，则哈同所有遗产均由罗迦陵一人继承。

### 七日火灾
在哈同过世的7天时间内，罗迦陵为了躲避哈同遗嘱上奇怪的七日之约，不得不躲在自己的房屋内。但是在第七天时，爱俪园却发生火灾，尽管后来被证实是因为佣人燃烧祭品不慎而引发的。但是这对于罗迦陵却留下了不可磨灭的阴影。

### 伊拉克亲属来沪争讼
1931年6月19日，哈同在上海去世。依据哈同所立之遗嘱，其妻罗迦陵继承了全部财产，罗迦陵为此缴纳了将近1000多万银元的遗产税。而遗产纠纷在当年9月就已产生。7月28日，罗迦陵刊登了一则，通告说凡对哈同遗产有提出要求者，须在9月30日前以书面形式告知她本人，否则逾期概不负责。 但是，9月，一名名叫爱士拉·阿道尔·哈同（Ezra Abdullah Hardoon）的伊拉克籍男子由伊拉克来到上海，向英国在华驻沪最高法院起诉，自称为哈同的近亲堂兄弟，要求继承哈同的遗产。翌年，又有一名名叫依沙克·雪拉斯·查可勃·哈同（Jssac Silao Hardoon）的人来到上海，也称自己是已故哈同的近亲兄弟，同时也向英国在华最高法院提交诉讼申请。两人诉讼的主要理由便是：哈同因出生于巴格达，因此应当为伊拉克公民，依据当时伊拉克法律。罗迦陵无权继承哈同的所有遗产，而应当由哈同之近亲属继承，但最终两人的诉讼申请均被法庭给驳回。
1934年初，再度爆出又一名伊拉克人爱士拉·散利·哈同（Ezra Salch Hardoon）代表12个伊拉克人卷入遗产纠纷案件中。这次，爱士拉·散利·哈同是携带巴格达法院对哈同遗产案的判决书来到上海要求实行巴格达法院的判决。早在1932年，爱士拉·散利·哈同等12人就在巴格达法院提起遗产诉讼申请，并获得立案。当年5月2日，巴格达法院就擅自作出判决，判决认为哈同为伊拉克国籍，爱士拉·散利·哈同等12人作为哈同的侄孙，有合法继承哈同的遗产，遗产由12名原告人平均分配。由于在伊拉克无人就此案提起上诉，因此法院宣布该案裁决为终审判决。故而爱士拉·散利·哈同来沪要求按照巴格达法院判决来执行遗产分配。并于当年12月向英国在上海的最高司法机构提交诉讼申请，内容基本与之前的诉讼申请相同，唯一的区别就在于爱士拉·散利·哈同等人承认罗迦陵为哈同妻子的身份，并同意其可得遗产总额的四分之一。英国在上海的最高司法机构于1937年2月判决巴格达法院的判决无效，驳回爱士拉·哈同的请求，承认罗迦陵有权按照原遗嘱享有哈同全部财产。
尽管如此，但是哈同的伊拉克亲属并未善罢甘休。罗迦陵去世后，爱士拉再度于1941年和1942年向汪伪政府上海第二特区地方法院和江苏省高等法院第三分院进行抗告。但法院依旧驳回伊拉克人的抗告，并裁定诉讼费用由抗告人承担。抗战胜利后，爱士拉·散利·哈同于1947年再度向上海地方法院提起遗产诉讼，并同时要求上海市地政局对于哈同遗产中的房地产作出停止过户买卖的裁决。但是由于上海市地方法院要求爱士拉·散利·哈同等人缴纳一笔不菲的诉讼费方才开始审理，而爱士拉·哈同等人却无力承担，因此法院拒绝审理。而地政局也因未接到法院的通知，而对于爱士拉的申请置之不理。
1949年5月27日，中国人民解放军进驻上海。8月，爱士拉再度提起诉讼，上海市人民法院未予理睬。1953年2月，爱士拉再度致信上海市人民政府要求早日对遗产案作出判决。1956年8月，上海市中级人民法院作出裁决，宣布因罗迦陵尚有巨额债务未偿还，因此哈同遗产全数扣押。但爱士拉并未了结，并不断向上海市高级人民法院提讯问。最终，上海市中级人民法院于1957年6月作出裁定，终止审理哈同遗产案。爱士拉·散利·哈同才不得不离沪返回伊拉克。爱士拉·散利·哈同在沪前后长达20余年，共用去将近2万英镑，其生活开支由伊拉克方面汇款供给。

## 第二份遗嘱

### 罗迦陵与长子乔治·哈同
作为哈同遗嘱的受益人双方，罗迦陵早年与长子乔治·哈同关系并不融洽。乔治·哈同是哈同本人收养最早的子女，深得老哈同的喜爱，因此在哈同的遗嘱中留给其的份额最大。但其本人品行不端，19岁时，便已经是有名的花花公子，日常行为不检点，挥金如土。甚至曾因姬觉弥而携枪向罗迦陵逼索钱财，此外还向房产的租户和亲戚好友诈取钱财。因此罗迦陵对其深恶痛绝，曾经于1937年7月13日至15日三天时间内，在申城知名的《申报》和《新闻报》上刊登启事，宣布永久与其脱离母子关系。但后来于1941年时，乔治·哈同回到爱俪园，并对此时业已双目失明的罗迦陵悉心陪护。但是由于第二份所谓遗嘱的签订时期为1937年，而此时母子交恶，所以产生了第二份遗嘱与第一份遗嘱截然不同的分配方法。

### 遗嘱内容
1941年10月3日，罗迦陵在爱俪园去世。去世以后，家人发现了其在1937年9月30日订立的第二份遗嘱。根据第二份遗嘱，由一律师和姬觉弥担任遗嘱执行人和受托人，所有养子女与养内侄子女均获得了遗产继承权。此外，还增加了例如捐赠给中国政府一定的资金；管家姬觉弥得到400万元；成立罗氏慈善事业基金委员会，由姬觉弥等两位执行人与罗友兰、罗友三、罗友启、罗友仁、罗友翔等共7人充任该基金会的董事；并且规定每位子女仅可获得14万元的遗产。而且乔治·哈同的14万元必须在其恶劣行为改善以后才能拨付，否则不享有遗产继承权。

### 遗产争夺
由于两份遗嘱前后差别过大，且第二份遗嘱是在罗迦陵死后才由罗友启发现的。因此，养子女与内侄子女之间就第二遗嘱的真伪问题展开斗争，并且发起诉讼。外籍子女以乔治·哈同为首，只承认第一份遗嘱的有效性，认为第二份遗嘱是在管家姬觉弥的诱骗下簽订的。而中国籍子女方面则凭借第二遗嘱上有罗迦陵的亲笔签名，而认为第二遗嘱有效。
罗迦陵去世当晚，公共租界工部局便出动大批巡捕包围爱俪园，藉口是奉英国驻沪总领馆的命令对进出爱俪园的中国籍人员进行搜身，并且将哈同和罗迦陵遗留的所有金银珠宝等动产和不动产地契等重要物品带走，并送进上海汇丰银行，就此曾有人认为是乔治·哈同与工部局巡捕房高易公馆律师事先计划好，利用英国领事馆来干预遗产案。数日后，乔治·哈同与姬觉弥和中国籍养子女分别向英国在沪的最高法庭提出上诉。要求就第二份遗嘱的真伪作出法院裁决，但是经过两次审讯以后，法庭并未作出裁决。
1941年11月3日，在判决未出来之前，乔治·哈同又提出在裁决出来以前，任何一方都无权管理所有遗产（当时，全部遗产皆由哈同的管家姬觉弥负责打理），并且向法庭建议派出汤笙会计师事务所的麦秀司、赫德门和海来三人，或其中二人或一人负责管理所有遗产。11月7日，法院作出决定，委派麦秀司、赫德门为遗产管理人。命令签署的当日，赫德门和麦秀司便立即登报声明。但半个月后，太平洋战争爆发，日军进占租界，全部财产均由日军军管。此案暂时无法进行。期间日军在爱俪园共劫走财物达3400万元左右。
除了诉讼以外，双方亦举行过三次和解。主要是自1937年罗迦陵登报断绝母子关系以后，乔治·哈同失去了合理继承遗产的养子身份。而姬觉弥和中国籍子女一方因为在第一份遗嘱中并没有遗产继承权利。因此双方不得已在诉讼程序以外，进行和解商谈。
第一次和解，主要是1939年5月，乔治·哈同和中国籍养子之间的私下协议，协议在罗迦陵和姬觉弥毫不知情的情况下订立，除了作出了财产分配方法以外，还制定了其他三个主要内容，包括：取消所有先前任何遗嘱；姬觉弥永远卸任爱俪园总管和哈同洋行总经理；登报声明乔治·哈同为哈同夫妇的继承人之一。但该协议因为罗迦陵仍在世，所以无法实行。
第二次和解协议，这是在日军进占以后，乔治·哈同在律师帮助下，勾结日军，采取恐吓和欺骗的手段，于1944年时，与中国籍子女共9人达成的和解协议。协议主要内容为中国籍子女承认第一份遗嘱有效，且无其他合法有效的遗嘱。并且由乔治·哈同在自己分得的遗产中划出一部分给予中国籍养子女。但后来因为抗战胜利而并未完全执行。
第三次和解，是在1946年达成的，在乔治·哈同的施压下，最终迫使姬觉弥同意签订。长达16年的家族遗产纠纷基本结束。

## 最终解决
经过长达16年的争夺，最终受益人各方达成和解协议，并确定分配方法分配如下：
除去拨付给中国政府的资金以外，
- 乔治·哈同分得占土地总数的58.3%的地产260多亩，房屋15万多平方米，占总数的48.2%（含除罗弼·哈同外的外籍养子女应分配数）
- 罗弼·哈同分得土地60余亩，约占总数的13.3%，以及占总数13.7%的房屋5万多平方米。
- 罗友兰等5名中国籍养子女分得土地70余亩，占总数的17％及占房屋总数的19%，共计6万多平方米。
- 姬觉弥等其他人得到余下土地50余亩，房屋4.7万余平方米。[15]

1947年，上海地方法院根据和解协议，宣布结案。平息了长达16年的遗产继承案。1949年，乔治和姬觉弥纷纷离沪前往香港。爱俪园被上海市人民政府征用，并在原址上建造了中苏友好大厦。